# 龍潭莕菜
龍潭莕菜（學名：Nymphoides lungtanensis）为龍膽科莕菜属下的一个种。僅分布於台灣桃園市龍潭區及新竹縣關西鎮。

## 扩展阅读
- 維基物種上的相關：龍潭莕菜